# ميزونا شيراكاوا
ميزونا شيراكاوا (باليابانية: 白河みずな؛ بالكانا: しらかわ みずな) هي مؤدية صوت وممثلة يابانية، ولدت في 28 فبراير 2002 في طوكيو في اليابان.

## وصلات خارجية
- ميزونا شيراكاوا على موقع ميوزك برينز (الإنجليزية)